# Le Maître des trois portes
Le Maître des trois portes est le 2e album de la série de bande dessinée Papyrus de Lucien De Gieter. L'ouvrage est publié en 1979.

## Synopsis
L’Égypte semble frappé d'une malédiction, le Nil se tarit. Pour calmer le peuple de Thèbes, Pharaon envoi une expédition dirigée par la princesse Théti-Chéri accompagnée de Papyrus remonter le Nil pour trouver la cause de la sécheresse. Même si Le fleuve en crue, il semble être aspiré dans les entrailles de la terre. Papyrus se lance dans une quête périlleuse pour en retrouver la raison. Entre énigmes, magie et combats, Papyrus devra faire preuve de courage et d'intelligence pour triompher de ses ennemis.

### Documentation
- Jean Léturgie, « Le Maître des trois portes », Schtroumpfanzine, no 35,‎ novembre 1979, p. 23.